# ميدالية جوان دارك

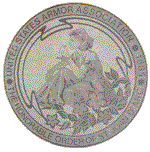

ميدالية جوان دارك هي جائزة العمل التطوعي العليا والتي تثقدمها جمعية درع الولايات المتحدة التابعة للقوات البرية للولايات المتحدة.